# Verdandihuset
Verdandihuset är en byggnad i nyrenässans ritad av åboarkitekten Frithiof Strandell.
Byggnaden, som färdigställdes år 1898, ligger på Auragatan 1 i centrala Åbo. Huset, som i början var tänkt att fungera främst som ett bostadshus för förmögnare borgarfamiljer, är idag något av ett centrum för finlandssvenskarna i staden. Svenska Klubben i Åbo bedriver sin verksamhet i husets vindsvåning och Finlands äldsta fortfarande utgivna tidning Åbo Underrättelser har sitt kontor i husets tredje våning.